# Dejan Rusmir
Dejan Rusmir (n. 28 ianuarie 1980) este un jucător de fotbal sârb care evoluează la clubul Rad, pe postul de mijlocas central. A jucat și la FC Farul Constanța în România. 